# Veronica blakelyi
Veronica blakelyi är en grobladsväxtart som först beskrevs av Barbara Gillian Briggs och Ehrend., och fick sitt nu gällande namn av Barbara Gillian Briggs. Veronica blakelyi ingår i släktet veronikor, och familjen grobladsväxter. Inga underarter finns listade i Catalogue of Life.